# 要有光
要有光是創世紀中的一段短語。原文是 希伯來文 （yehi 'or）。英文翻譯為。此短語也用於多所大學的校訓上。

## 簡介
這句話最初出現於創世紀1:3中，天主耶和華創天地，世界處於陰暗混沌，神說要有光，就有了光。自此之後光與闇就分隔了。

## 相關
- 歌林多後書4:6
- 詩篇33:6/33:9